# Heoclisis conspurcata
Heoclisis conspurcata is een insect uit de familie van de mierenleeuwen (Myrmeleontidae), die tot de orde netvleugeligen (Neuroptera) behoort. 
Heoclisis conspurcata is voor het eerst wetenschappelijk beschreven door Gerstäcker in 1885.